# راپیدان (ویرجینیا)
راپیدان (به انگلیسی: Rapidan) یک منطقهٔ مسکونی در ایالات متحده آمریکا است که در ویرجینیا واقع شده‌است. راپیدان ۱۲۶٫۹۱ کیلومتر مربع مساحت و ۱٬۴۶۹ نفر جمعیت دارد و ۱۳۱ متر بالاتر از سطح دریا واقع شده‌است.